# Hypena sublividalis
Hypena sublividalis là một loài bướm đêm trong họ Erebidae.